# Мала Перещепина
Мала́ Перещепина — село в Україні, у Новосанжарській селищній громаді Полтавського району Полтавської області. Населення становить 2225 осіб. До 2020 орган місцевого самоврядування — Малоперещепинська сільська рада.

## Географія
Село Мала Перещепина знаходиться на краю декількох великих боліт, у тому числі болота Велике. Навколо села багато невеликих озер, у тому числі озера Водопай, Хілкове та Святе. До села примикає лісовий масив (сосна). До села прилягають села Велике Болото і Пологи. Поруч проходить залізниця, станція Мала Перещепинська за 2 км.

## Археологічні знахідки

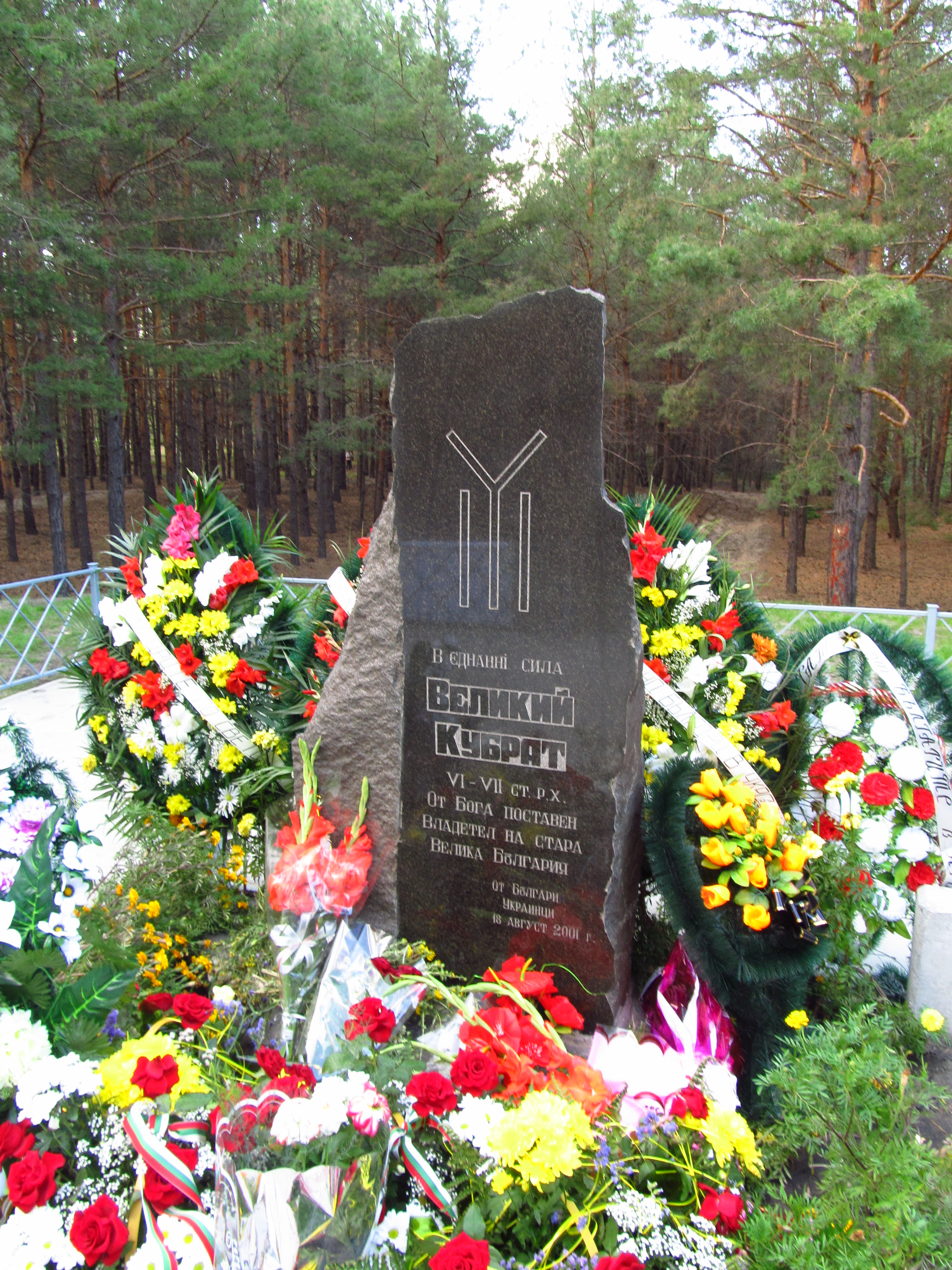
Пам'ятний знак Хану Кубрату на місці його поховання в селі Мала Перещепина

Біля Малої Перещепини поховано хана Кубрата — володаря Великої Булгарії.
1912 року знайдено Перещепинський скарб — найбагатший зі скарбів Східної Європи епохи Середньовіччя — вагою 75 кілограмів (25 кг золотих речей, 50 кг срібних).
На початку 1980-х років німецький вчений Йоахім Вернер, а потім за ним австрійський учений Вернер Зайбт та болгарські історики й археологи, глибоко дослідивши експонати скарбу в музеї Ермітаж у Санкт-Петербурзі, прочитали написи давньогрецькою мовою на перстенях-печатках із Перещепинського скарбу та встановили, що все те багатство колись належало Кубрату, ханові Великої Булгарії, до складу якої в VII ст. нашої ери входила й частина території сучасної України.

## Історія
За даними на 1859 рік у власницькому селі Костянтиноградського повіту Полтавської губернії, мешкало 4572 особи (2288 чоловічої статі та 2284 — жіночої), налічувалось 479 дворових господарства, існували 2 православні церкви, приходське училище, сільська управа, хлібний запасний магазин.
Станом на 1900 рік село було центром Малоперещепинської волості.
З 1923 до 1931 року було центром Малоперещепинського району.
У часи нацистської окупації належало до Полтавського гебіта.
12 червня 2020 року, відповідно до розпорядження Кабінету Міністрів України № 721-р «Про визначення адміністративних центрів та затвердження територій територіальних громад Полтавської області», село увійшло до складу Новосанжарської селищної громади.
19 липня 2020 року, в результаті адміністративно — територіальної реформи та ліквідації Новосанжарського району, село увійшло до складу новоутвореного Полтавського району Полтавської області.

## Економіка
- Комбінат з виготовлення склопакетів, філія ПП «Суматра».
- Агрофірма «Аршиця»

## Об'єкти соціальної сфери
- Школа ім. М. А. Клименко.
- Дитячий садок.
- Амбулаторія.

## Відомі люди

### Народились
- Молоток Микола Анатолійович — капітан Збройних сил України, лицар ордена Богдана Хмельницького III ступеня.

### Почесні громадяни
- Гебер Микола Олександрович — академік, президент Собору болгар України
- Клименко Микола Андрійович — ветеран війни і педагогічної праці
- Герасименко Андрій Федорович (1920 — 1976) — повний кавалер ордена Слави[6]

## Парки, заповідники
- Галофітне болото (одне з найунікальніших боліт у Європі)
- Малоперещепинський ботанічний заказник загальнодержавного значення